# Сергей Карякин
Сергей Карякин (на украински: Сергій Карякін) е украински шахматист, състезаващ се от 2009 г. за Русия.

## Шахматна кариера
През 2002 г. Карякин става известен на шахматната общественост, когато се превръща в най-младия гросмайстор в историята на шахмата. Младият украинец покрива последната норма на възраст от 12 години и 7 месеца. Тогава Карякин завършва на трето място с резултат 10 точки от 13 възможни на международен турнир в Судак. През септември участва на европейската клубна купа в Халкидики с отбора на „ШК А.В. Момот“, където постига един от най-високите резултати на шеста дъска – 5,5 точки от 7 възможни.
През февруари 2003 г. участва в мач от шест партии срещу Александра Костенюк. Карякин спечелва срещата с 4 – 2 точки, записвайки 2 победи и 4 ремита.
През юни 2004 г. участва на световното първенство в Триполи, където е отстранен в първия кръг от Михаил Кобалия с 0,5 – 1,5 точки. През септември спечелва турнир в Севастопол с 3,5 точки от 5 възможни, с половин точка пред Владимир Малахов и Виктор Бологан. През октомври участва в първото световно отборно първенство от вида хора срещу компютри. Отборът на Карякин включва Веселин Топалов и Руслан Пономарьов и се изправя срещу отбора на програмите Junior, Fritz и Hydra. Компютрите побеждават с 8,5 – 1,5 точки, а Карякин от общо четири партии постига единствено победа срещу програмата Junior. През декември играе мач от шест партии срещу Хикару Накамура в Мексико, който е спечелен от американеца с 4,5 – 1,5 точки (4 победи и реми). В последните дни на годината участва на ежегодния турнир в Памплона, където завършва на второ място с 4,5 точки от 7 възможни, на точка зад победителя Борис Гелфанд.
През януари 2005 г. спечелва група „B“ на турнира „Корус“ във Вайк ан Зее с резултат 9,5 точки от 13 възможни. През май завършва на първо място на турнира „Млади звезди на света“. На завършилото през юли европейско индивидуално първенство, губи мач за третото място от Левон Аронян. През ноември участва в световната купа по шахмат, където е отстранен в първия кръг от Чаба Балог с 1,5 – 2,5 точки.
През юли 2006 г. спечелва „Мемориал Пьотър Измаилов“ с резултат 7 точки от 10 възможни, което е с точка и половина пред втория Сергей Рубльовски. През октомври спечелва турнир по ускорен шахмат в Мексико с резултат 4 точки от 6 възможни. През ноември завършва на второ място на ежегодния турнир в Кап д'Агд, след като губи на финала от Теймур Раджабов с 0,5 – 1,5 точки.
През май 2007 г. става отборен шампион на Русия със състава на „Томск 400“. През юни заема второ място на турнира „Аеросвит“ с резултат 7 точки от 11 възможни. Четири месеца по-късно спечелва сребърен медал от световната купа по блинд. След това участва на световната купа по шахмат, където е отстранен на полуфиналите от Алексей Широв след тайбрек.
През 2008 г. спечелва мач по ускорен шахмат срещу Найджъл Шорт. Двубоят е проведен в Киев и се състои от десет партии. Крайният резултат е 7,5:2,5 т. Преди това заема трето място на турнира „Аеросвит“ с резултат 6 точки от 11 възможни.
През февруари 2009 г. спечелва турнира „Корус“ във Вайк ан Зее. През август заема 2 – 3 м. с Александър Морозевич на първенството на Москва по блиц. През септември заема 3 м. в Билбао. През ноември завършва на 3 м. на световното първенство по блиц в Москва с резултат 25 точки от 42 възможни. В края на година участва на световната купа по шахмат, където е отстранен на полуфиналите от Борис Гелфанд.
През 2010 г. става отборен шампион на Русия с клуб „ШСМ-64“. През май спечелва четвъртото издание на световната купа на АШП, след като побеждава на финала Дмитрий Яковенко. През юни спечелва международния турнир на името на Анатолий Карпов в Пойковски. След последния кръг заема 1 – 2 м. с Виктор Бологан, но Карякин спечелва турнира заради по-добри показатели.
Сергей Карякин участва на три шахматни олимпиади с отбора на Украйна. Първото му участие е през 2004 г., когато Украйна спечелва състезанието в Калвия. Карякин се състезава като втора резерва и записва резултат 6,5 точки от 7 възможни, което му донася златен медал на дъска. Следват участия на шахматните олимпиади през 2006 и 2008 година, където съответно постига следните резултати: 8,5 точки от 11 възможни и 5 точки от 9 възможни.
Печели световната купа по шахмат в Баку през 2015 г.

## Личен живот
Карякин е женен за украинската шахматиста Катерина Должикова. Сватбата е проведена на 24 юли 2009 г. в Киев, а кумове са Захар Ефименко и Даря Орлянская.